# Raketomet

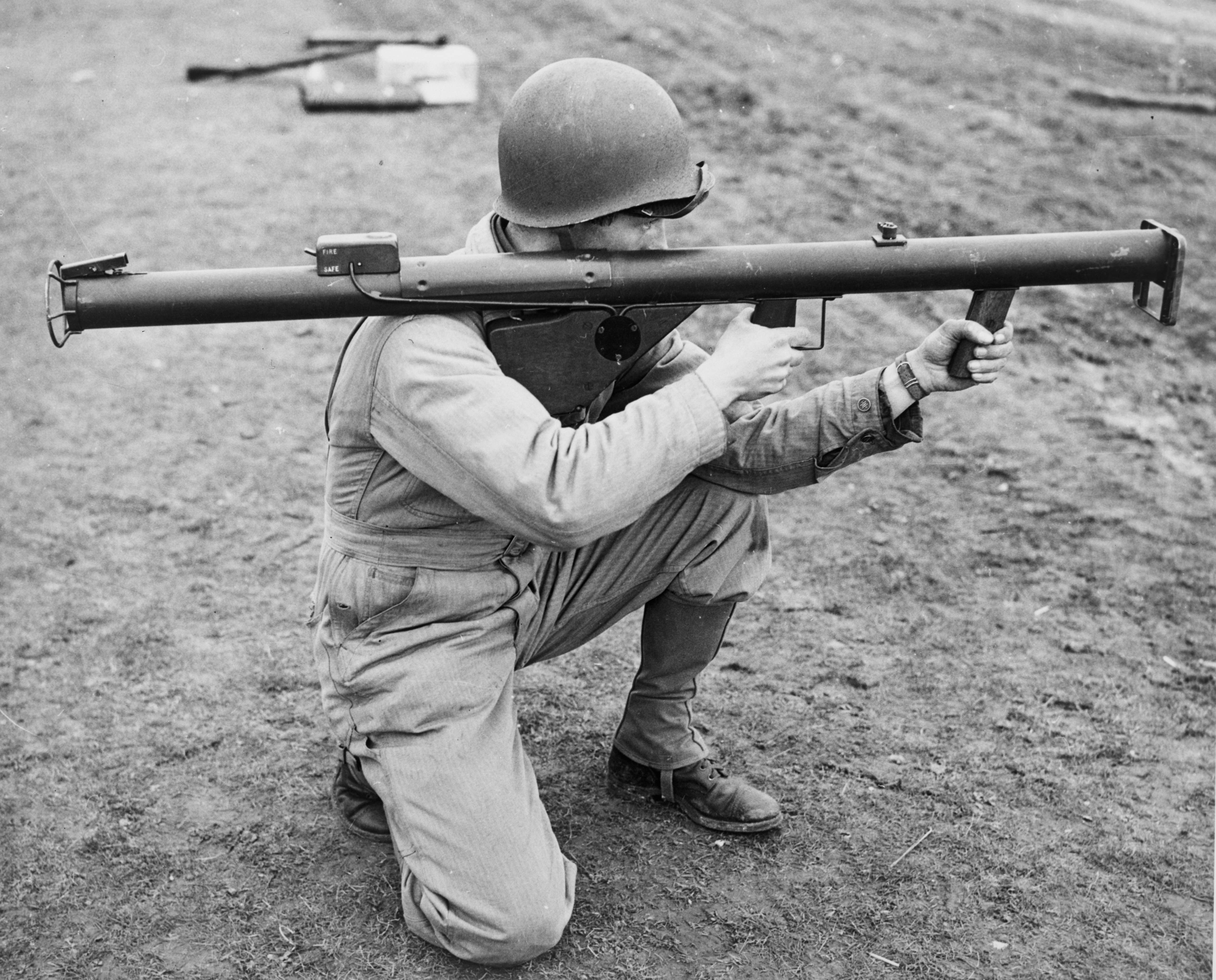
Americký voják a M1 Bazooka.

Raketomet je zbraň umožňující vystřelování raket ve vojenství. Může existovat buď raketomet jednohlavňový, používaný například pěchotou pro účely protitankové obrany (bazuka, panzerschreck), nebo vícehlavňový, patřící do výzbroje raketového dělostřelectva. Jedná se o vícehlavňovou reaktivní zbraň vystřelující raketové střely. Vícehlavňový raketomet může být podle konstrukce buď trubkový, nebo rámový.
Raketomety se používají pro vedení soustředěné palby do většího prostoru. Například jedna salva (40 střel) raketometu RM-70 obsahuje 256 kg trhaviny, která exploduje během několika sekund v cílovém prostoru.
Raketomet může být též součástí výzbroje vojenského letounu nebo lodě.

## Historie

### Čína a Mongolsko
První raketomety jsou známy z Číny 13. století. Z té doby se zachovaly popisy několika druhů lehkých salvových raketometů ručních a na lehkých podvozcích. Raketomety umožňovaly odpálení až několika desítek lehkých bambusových raket. Jednalo se o bambusové koše nebo krabice bez dna, rozdělené přepážkami na prostory pro jednotlivé rakety.
Ve 13. a 14. století se postupně znalost této techniky rozšířila - především díky mongolským výbojům - přes Asii do Indie, arabských zemí, i Evropy. Jejich použití v Evropě bylo v pozadí použité dělostřelectva.

### Raketomety za druhé světové války
Dělostřelecké raketomety byly rozšířené i za 2. světové války, a to především u Rudé armády (Kaťuša), ale byla jimi vybavena i armáda Třetí říše. Raketomet Nebelwerfer se ale zprvu používal jen jako prostředek k vytvoření krycího dýmu. Americká armáda používala raketomety jako byl Xylophone, který byl stejně jako sovětská kaťuša připevněn na podvozku nákladního automobilu a také T34 Calliope, připevněný na věži tanku Sherman.
Z ručních (pěchotních) raketometů to byl především německý panzerfaust (pancéřová pěst), který byl pouze na jedno použití, a panzerschreck, který se nabíjel 88mm projektilem a kopíroval americkou bazuku.